# Чемпионат мира по стрельбе 1912
Чемпионат мира по стрельбе 1912 года прошёл в Биаррице (Франция).

## Общий медальный зачёт
| Место | Страна     | Золото | Серебро | Бронза | Всего |
| ----- | ---------- | ------ | ------- | ------ | ----- |
| 1     | Швейцария  | 5      | 2       | 5      | 12    |
| 2     | Бельгия    | 2      | 2       | 0      | 4     |
| 3     | Испания    | 2      | 0       | 1      | 3     |
| 4     | Италия     | 1      | 2       | 2      | 5     |
| 5     | США        | 1      | 1       | 0      | 2     |
| 6     | Франция    | 0      | 4       | 2      | 6     |
| 7     | Нидерланды | 0      | 0       | 1      | 1     |
|       | Всего      | 11     | 11      | 11     | 33    |

## Медалисты
| Дисциплина                                    | Золото                    | Серебро                       | Бронза                        |
| --------------------------------------------- | ------------------------- | ----------------------------- | ----------------------------- |
| Винтовка с трёх позиций, 300 метров           | Конрад Штеели             | Пауль ван Асбрук              | Марсель Мейер де Штадельхофен |
| Винтовка с трёх позиций, 300 метров (команды) | Швейцария                 | Франция                       | Нидерланды                    |
| Винтовка лёжа, 300 метров                     | Конрад Штеели             | Пол Колас                     | Юссон                         |
| Винтовка с колена, 300 метров                 | Конрад Штеели             | Марсель Мейер де Штадельхофен | Фриц Качен                    |
| Винтовка стоя, 300 метров                     | Риккардо Тиччи            | Пауль ван Асбрук              | Конрад Штеели                 |
| Армейская винтовка с трёх позиций, 300 метров | Хулио Кастро-дель-Росарио | Фриц Качен                    | Конрад Штеели                 |
| Армейская винтовка лёжа, 300 метров           | Хулио Кастро-дель-Росарио | Гарри Симон                   | Альфредо Галли                |
| Армейская винтовка с колена, 300 метров       | Фриц Качен                | Риккардо Тиччи                | Лебет                         |
| Армейская винтовка стоя, 300 метров           | Эрнест Эдди               | Джан Галеаццо Кантони         | Хулио Кастро-дель-Росарио     |
| Произвольный пистолет, 50 метров              | Пауль ван Асбрук          | Пол Маужан                    | Каспар Видмер                 |
| Произвольный пистолет, 50 метров (команды)    | Бельгия                   | Франция                       | Италия                        |